# Saborna džamija u Natanzu
Saborna džamija u Natanzu (perz. مسجد جامع نطنز; Masdžid-e Džāme Natanz) je džamija u povijesnom središtu iranskog grada Natanza, smještenog 70-ak km jugoistočno od Kašana u Isfahanskoj pokrajini. Izgrađena je početkom 14. stoljeća po naredbi Zaina al-Dina Mastarija, vezira u službi ilhanidskog vladara Oldžajtu-hana (vl. 1304.−1316.). Saborna džamija sastavni je dio najznamenitijeg gradskog kompleksa koji uključuje i grobnicu šejha Abdula Samada s hanegahom i velikim minaretom. Zajedno sa Sultanijom i varaminskom Sabornom džamijom, kompleks u Natanzu predstavlja neke od najstarijih građevina iz razdoblja mongolske vladavine odnosno reprezentativne primjere azari stila iranske arhitekture.

## Arhitektura
Najstariji dio džamije jest kupola na oktogonalnoj bazi s četiri prozora. Izgrađena je 999. godine, za vrijeme vladavine bujidske dinastije. Ovu samostalnu oktogonalnu građevinu tipičnu za razi stil od 1304. do 1305. godine nadogradili su Ilhanidi dodavši joj dvorište s ophodnim prostorijama. Nova je džamija prvotno imala tri ulaza od kojih je danas u funkciji samo onaj na jugu. Pristupa mu se pomoću 12 stepenica ispod portala koje vode do spuštenog hodnika, a ova prostorija razdvaja zgradu džamije od grobnice šejha Abdula Samada na zapadnoj strani. Na glavni se hodnik nadovezuju četiri sporedna; jedan vodi prema staroj dvorani pod kupolom, a ostali prema unutrašnjem dvorištu.
Tlocrtni raspored dvorišta s četiri ajvana i njihove detalje odlikuje više atipičnih osobina za iransku arhitekturu. Primjerice, glavna os sjever-jug ne podudara se sa starom kupolom već je izmaknuta prema istoku. Rasponi ajvana izuzetno su veliki u odnosu na stranice kvadratičnog dvorišta (1:2), a sva četiri su različite dubine. Nadalje, istočni i zapadni ajvan oblikovani su kao bačvasti svodovi, dok su sjeverni i južni blago zašiljeni. Nejednolikost u dizajnu postoji i kod bočnih lukova koji su segmentni, bačvasti ili šiljasti neovisno o ajvanima ili međusobnoj simetriji. Na središtu dvorišta osam stepenica spuštaju do kanata koji i dan danas obiluje svježom pitkom vodom.
Ugaone prostorije dvorišta raspoređene su na dvije etaže, a najveća među njima je povišena molitvena dvorana na jugoistočnoj strani. Krov nad njima i glavnim hodnikom sastoji se od niza segmentnih kupola. Izuzevši ulazni portal, eksterijer džamije nije atraktivan u arhitektonskom ili umjetničkom smislu; sjeverno i istočno pročelje karakteriziraju gole ravne plohe od ćerpiča, a južno dvije niše i dva ulaza u sporedne prostorije. Ispred južnog pročelja nalazi se i golema 700-godišnja platana (P. orientalis) s deblom promjera 5,5 m, a zapadno od džamije i pripadajućeg kompleksa veliki park.
- Eksterijer džamije
- Platana ispred džamije
- Južni i zapadni ajvan
- Sjeverni ajvan
- Kanat u dvorištu

## Umjetnost
Osnovni građevinski materijali kod ovog zdanja su pečena opeka i bijeli gips. U usporedbi s drugim iranskim džamijama ili susjednom grobnicom šejha Abdula Samada, natanška Saborna džamija relativno je slabo dekorirana. Eksterijer ne sadrži nikakve ukrase, izuzevši nasvođeni ulazni portal s bočnim nišama i crvenom trakom oko ulaza. Po sredini je vodoravno položena i kaligrafska traka s glaziranom plavom terakotom na žutoj podlozi što je tipično za iransku umjetnost ilhanidskog razdoblja. Natpis sadrži datum izgradnje (1304./1305.) odnosno ime naručitelja (Zain al-Din Mastari). Dvokrilna drvena vrata ukrašena su trima pločama s urezanim cvjetnim ornamentima i kaligrafijom uz rubove, no njeni prizemni dijelovi danas su u lošem stanju. Interijer tisućljetne kupole također nije očuvan, izuzevši ostatke vodoravne kaligrafske trake koja raščlanjuje oktogonalnu bazu s nišama od polukuglaste strukture. Jedan od ovih natpisa svjedoči da je kupola podignuta između 23. prosinca 998. i 12. prosinca 999. godine što podrazumijeva bujidsko razdoblje. U ovoj staroj molitvenoj dvorani čuvaju se i dva višestoljetna drvena minbera. Još jedan važan drveni relikt nalazi se kod bivšeg sjevernog ulaza − na vratima je urezana 1563. kao godina izrade odnosno 1603. kao godina ugradbe što svjedoči da je zdanje renovirano tijekom safavidskog razdoblja. Kontrasti kod ajvana osim u oblikovanju primjetni su i kod unutrašnjeg ukrašavanja: dok sjeverni i južni šiljasti ajvani sadrže gipsanu oblogu, dva svoda s mukarnasima i kaligrafske trake sa stihovima Kurana, istočni i zapadni bačvasti ajvani ne sadrže nikakve ukrase. Jedna od osobina ilhanidskih građevina jest namjerno ostavljanje ogoljenih ploha s ciljem prikazivanja skulpturalnih vrijednosti, što je u ovom slučaju primjetno kod sporednih ugaonih prostorija koje ne sadrže nikakve dekorativne tragove.
- Vrata
- Minber
- Niša
- Kupola
- Prozor

## Poveznice
- Natanz
- Grobnica šejha Abdula Samada
- Ilhanidsko Carstvo